# 도키와역 (야마구치현)
도키와역(일본어: 常盤駅)은 일본 야마구치현 우베시에 위치한 서일본 여객철도 우베 선의 철도역이다. 단선 승강장 1면 1선의 구조를 갖춘 지상역이다.

## 이용 현황
| 승차 인원 추이 | 승차 인원 추이 |
| 연도           | 1일 평균       |
| -------------- | -------------- |
| 1999           | 129            |
| 2000           | 127            |
| 2001           | 137            |
| 2002           | 125            |
| 2003           | 121            |
| 2004           | 107            |
| 2005           | 112            |
| 2006           | 111            |
| 2007           | 122            |
| 2008           | 115            |
| 2009           | 119            |
| 2010           | 123            |
| 2011           | 137            |
| 2012           | 128            |
| 2013           | 121            |
| 2014           | 120            |

## 역 주변
- 국도 제190호선
- 도키와 공원
- 도키와 해수욕장

## 역사
- 1925년 6월 1일 : 우베 철도의 정류장으로서, 도코나미 역 - 구사에 역 간에 신설 개업.
- 1943년 5월 1일 : 우베 철도 국유화. 동시에 정류장에서 역으로 승격해, 국유철도 우베히가시 선의 역이 됨.
- 1948년 2월 1일 : 우베히가시 선이 우베 선으로 개칭되어, 도키와 역도 그 소속으로 함.
- 1987년 4월 1일 : 일본국유철도 분할 민영화에 의해, 서일본 여객철도가 승계.

## 인접 역
| 서일본 여객철도 우베 선  | 서일본 여객철도 우베 선 | 서일본 여객철도 우베 선 |
| ------------------------ | ----------------------- | ----------------------- |
| 도코나미 신야마구치 방면 | ■ 우베 선               | 구사에 우베 방면        |